# Megálo Chorió (Agathonísi)
Megálo Chorió, en grec moderne : Μεγάλο Χωριό, est un village de l'île d'Agathonísi, en Égée-Méridionale, Grèce. 
Selon le recensement de 2011, la population du village s'élève à 168 habitants.